# 오시 오스발다
오시 오스발다(Ossi Oswalda, 1897년 2월 2일 ~ 1947년 3월 7일)는 독일의 배우이다. 무성 영화 시대에 주로 활동했던 배우로, 당시 "독일의 메리 픽퍼드"라고도 불렸던 인물이다.

## 출연 작품
- 돌 (1919)
- 굴공주 (1919)